# Forțele Aeriene Franceze
Forțele Aeriene Franceze (în franceză Armée de l'air française) reprezintă una dintre cele patru componente ale Forțelor armate ale Franței, celelalte trei componente militare fiind Armata de uscat, Marina națională și Jandarmeria națională.
Armata Aeriană a Franței era formată din 44.600 de militari și 65.000 de civili la 1 ianuarie 2012 și efectua 233.000 de ore de zbor pe an. Bugetul său anual era de 4,5 miliarde de euro în 2012, adică 20% din bugetul Apărării.

## Istoric

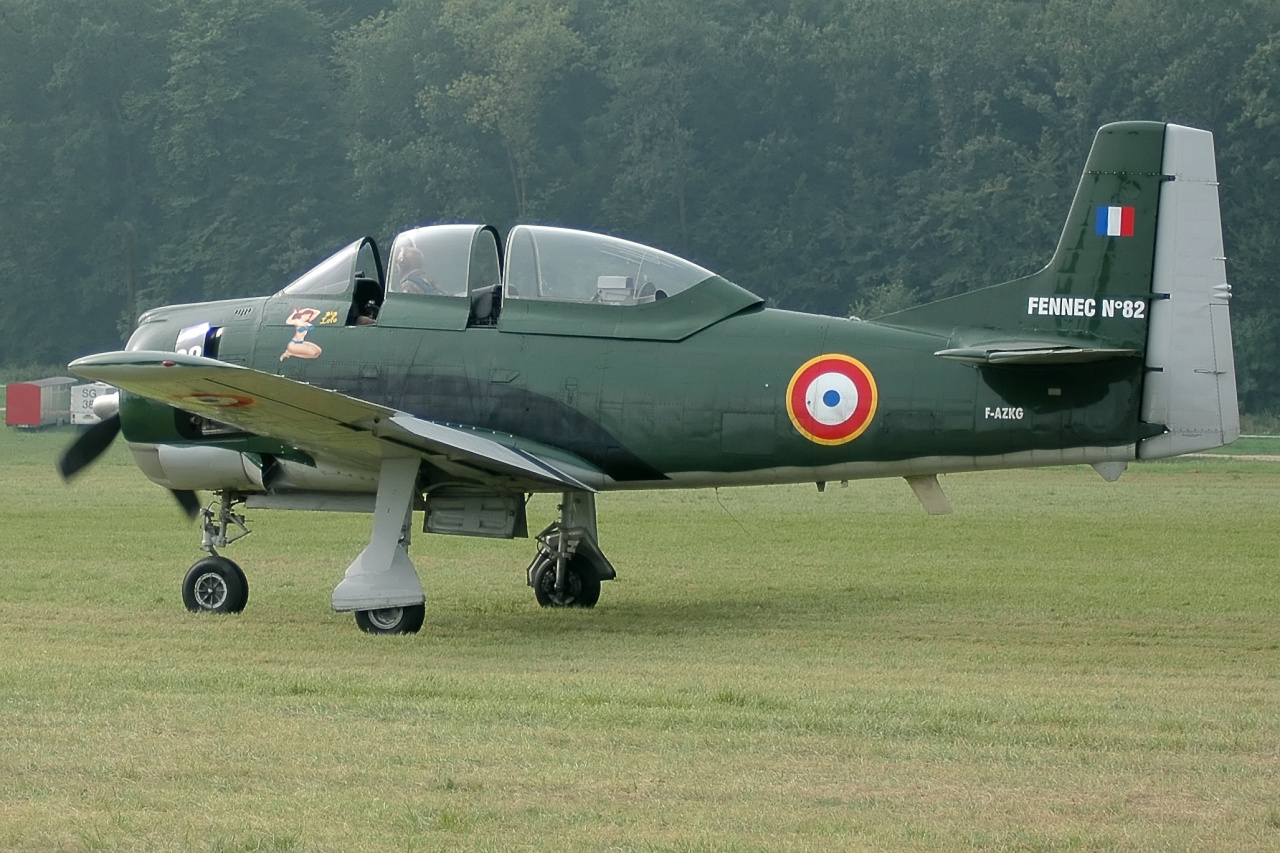
Un Nord-American T-28 Trojan în culorile Forțelor Aeriene Franceze. Aceste aparate au fost angajate în lupta anti-gherilă din timpul Războiului din Algeria.

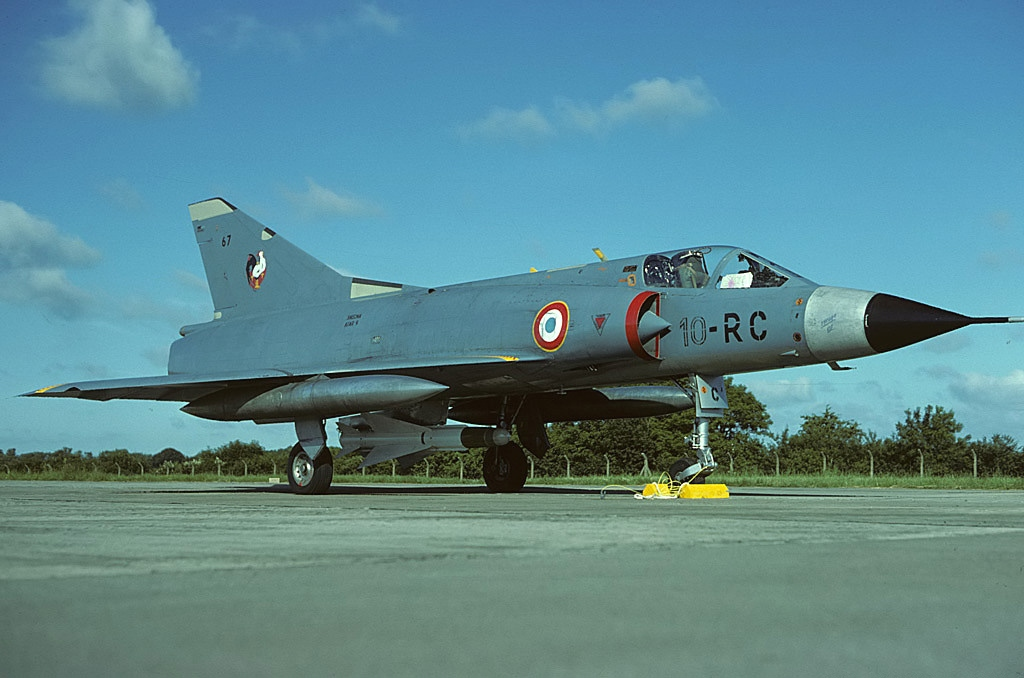
Mirage IIIC din escadronul de vânătoare 2/10 Seine dotat cu rachete Matra R530 în 1980.

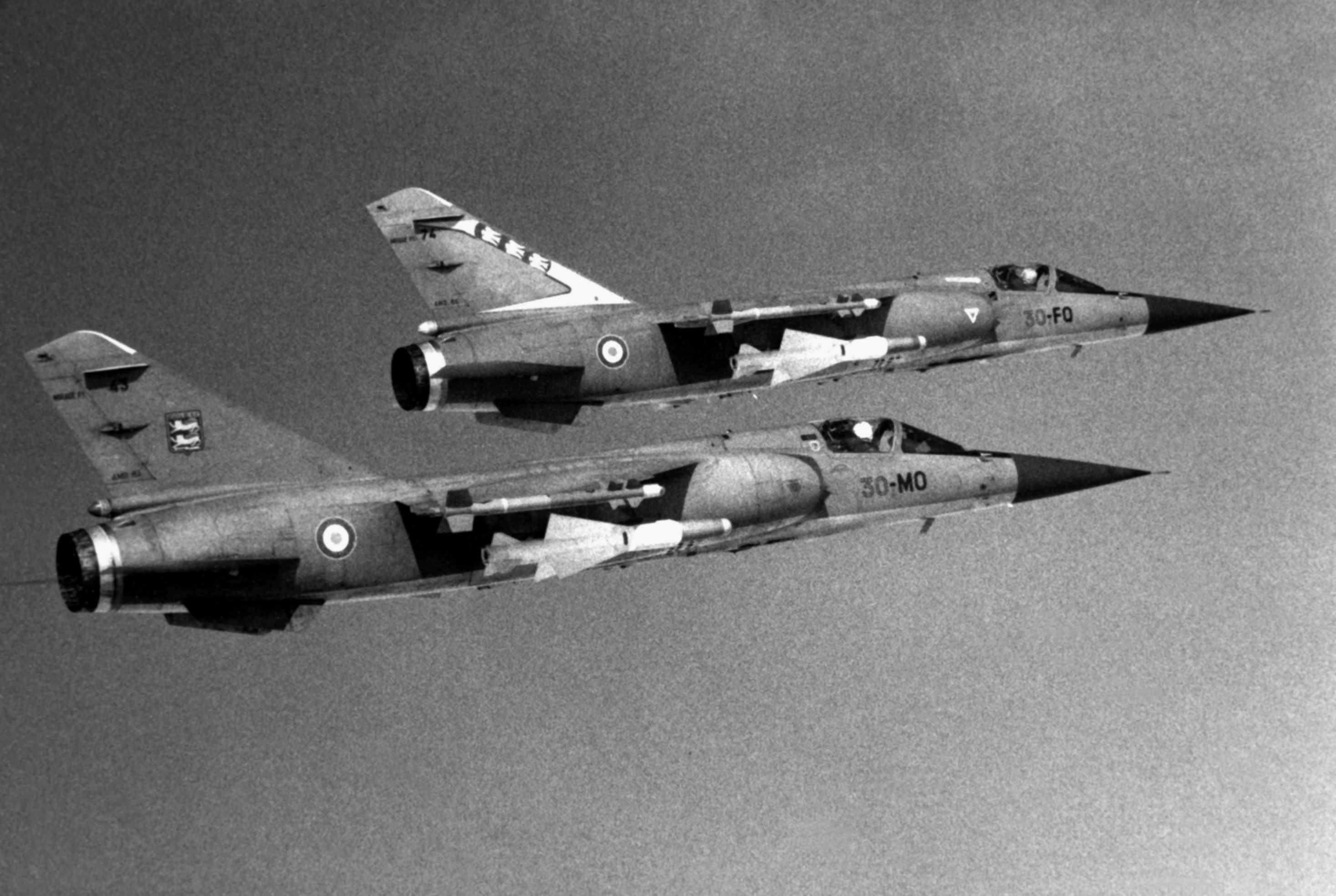
Un Mirage F-1 din escadrila de vânătoare 2/30 Normandie-Niemen și unul din escadrila de vânătoare 3/30 Lorraine dotat cu rachete Matra R 530 în 1986. De la sfârșitul anilor 1950, producția fabricii Dassault Aviation formează coloana vertebrală a forțelor aeriene franceze.

Aviația militară franceză a fost înființată în 1909, făcând ca Franța să devină prima țară care a echipat aeronave pentru luptă. După votarea unei legi în Adunarea națională a Franței la 29 martie 1912, Aviația Militară a făcut parte în mod oficial din Armata Franceză, alături de cele patru arme tradiționale ale Armatei din acea vreme: infanteria, cavaleria, artileria și geniul.
La începutul Primului Război Mondial, Franța dispunea de 148 de avioane (inclusiv 8 ale aviației navale) și 15 dirijabile, pentru ca la momentul armistițiului din noiembrie 1918 să fie în serviciu 3.608 avioane. 5.500 de piloți și observatori au fost uciși din cei 17.300 de persoane angajate în lupte, adică pierderile s-au ridicat la 31% din personalul aviatic.
Legea din 8 decembrie 1922 a transformat aviația militară într-o „armă specială”, dar ea a rămas sub controlul Armatei de uscat. Aviația militară a devenit o armată deplin independentă abia la 2 iulie 1934. Cu toate acestea, unitățile sale sunt în cea mare parte moștenitoare ale tradițiilor (emblemelor) escadrilelor din Primul Război Mondial, în care au luptat numeroși aviatori faimoși.
Ea a fost, de asemenea, locul de naștere al parașutismului militar din Franța, odată cu înființarea „infanteriei aeriene” în anii 1930, din care descind direct comando-urile de parașutiști.
Bătălia Franței din 1940 și participarea aviatorilor francezi liberi (FAFL) la luptele aeriene antigermane din 1940 până în 1943 și apoi în operațiunile militare ale Armatei de Eliberare sunt, de asemenea, episoade proeminente ale istoriei forțelor aeriene franceze. Sacrificiile realizate de comandantul René Mouchotte sau de locotenentul Marcel Beau ilustrează devotamentul acestei armate.
Începând din 1945, Forțele Aeriene Franceze s-au implicat în Indochina (1945-1954), Suez (1956), Algeria (1952-1962), Mauritania și Ciad, în Golful Persic (1990-1991), în fosta Iugoslavie, în Afganistan, Mali sau Irak.
Între 1964 și 1971, Forțele Aeriene au avut responsabilitatea unică a armelor nucleare franceze: vectori nucleari Dassault Mirage IV sau rachete balistice de la Baza aeriană 200 Apt-Saint-Christol de pe platoul Albion.